# Rhamnusium
Rhamnusium is een kevergeslacht uit de familie van de boktorren (Cerambycidae). De wetenschappelijke naam van het geslacht werd voor het eerst geldig gepubliceerd in 1829 door Latreille.

## Soorten
Rhamnusium omvat de volgende soorten:
- Rhamnusium algericum Pic, 1896
- Rhamnusium bicolor (Schrank, 1781)